# 3. Liga 2018-19
La temporada 2018-19 de la 3. Liga correspondió a la 11.ª edición de la Tercera División de Alemania. La fase regular comenzó a disputarse el 27 de julio de 2018 y terminó el 18 de mayo de 2019.

## Sistema de competición
Participaron en la 3. Liga 20 clubes que, siguiendo un calendario establecido por sorteo, se enfrentaron entre sí en dos partidos, uno en terreno propio y otro en campo contrario. El ganador de cada partido obtuvo tres puntos, el empate otorgó un punto y la derrota, cero puntos.
El torneo se disputó entre los meses de julio de 2018 y mayo de 2019. Al término de la temporada, los dos primeros clasificados ascendieron a la 2. Bundesliga, y el tercer clasificado disputó su ascenso con el antepenúltimo clasificado de la 2. Bundesliga. Los cuatro últimos descendieron a la Regionalliga.

## Relevo anual de clubes
| Pos  | Descendidos desde la 2. Bundesliga |
| ---- | ---------------------------------- |
| 17.º | Eintracht Brunswick                |
| 18.º | Kaiserslautern                     |

| Pos | Ascendidos de la 3. Liga |
| --- | ------------------------ |
| 1.º | Magdeburgo               |
| 2.º | Paderborn 07             |

| Pos  | Descendidos de la 3. Liga |
| ---- | ------------------------- |
| 18.° | Werder Bremen II          |
| 19.º | Chemnitzer                |
| 20.º | Rot-Weiß Erfurt           |

| Pos   | Ascendidos desde la Regionalliga |
| ----- | -------------------------------- |
| Prom. | 1860 Múnich                      |
| Prom. | Energie Cottbus                  |
| Prom. | Uerdingen 05                     |

### Clubes participantes
| Club                    | Ciudad         | Estadio                      | Aforo  |
| ----------------------- | -------------- | ---------------------------- | ------ |
| 1. FC Kaiserslautern    | Kaiserslautern | Fritz-Walter-Stadion         | 49.780 |
| Carl Zeiss Jena         | Jena           | Ernst-Abbe-Sportfeld         | 13.000 |
| Eintracht Braunschweig  | Brunswick      | Eintracht-Stadion            | 25.540 |
| Energie Cottbus         | Cottbus        | Stadion der Freundschaft     | 22.528 |
| F.C. Hansa Rostock      | Rostock        | Ostseestadion                | 29.000 |
| FSV Zwickau             | Zwickau        | Stadion Zwickau              | 3.615  |
| Hallescher FC           | Halle          | Erdgas Sportpark             | 15.057 |
| Karlsruher SC           | Karlsruhe      | Wildparkstadion              | 32.306 |
| SC Fortuna Köln         | Colonia        | Südstadion                   | 12.000 |
| SC Preußen Münster      | Münster        | Preußenstadion               | 15.050 |
| SG Sonnenhof Großaspach | Aspach         | Mechatronik Arena            | 7.768  |
| SpVgg Unterhaching      | Unterhaching   | Alpenbauer Sportpark         | 15.053 |
| Sportfreunde Lotte      | Lotte          | FRIMO Stadion                | 7.474  |
| SV Meppen               | Meppen         | Hänsch-Arena                 | 16.500 |
| SV Wehen Wiesbaden      | Wiesbaden      | BRITA-Arena                  | 12.250 |
| TSV 1860 Múnich         | Múnich         | Grünwalder Stadion           | 12.500 |
| VfR Aalen               | Aalen          | Scholz-Arena                 | 13.251 |
| VfL Osnabrück           | Osnabrück      | Stadion an der Bremer Brücke | 16.667 |
| Würzburger Kickers      | Wurzburgo      | Flyeralarm-Arena             | 14.500 |
| KFC Uerdingen 05        | Krefeld        | Schauinsland-Reisen-Arena    | 31.500 |

### Equipos porLänder
| Región                      | N.º | Equipos                                                                    |
| --------------------------- | --- | -------------------------------------------------------------------------- |
| Renania del Norte-Westfalia | 4   | SC Fortuna Köln, SC Preußen Münster, Sportfreunde Lotte y KFC Uerdingen 05 |
| Baja Sajonia                | 3   | VfL Osnabrück, Eintracht Braunschweig y SV Meppen                          |
| Baden-Württemberg           | 3   | Karlsruher SC, SG Sonnenhof Großaspach y VfR Aalen                         |
| Baviera                     | 3   | TSV 1860 Múnich, Unterhaching y Würzburger Kickers                         |
| Sajonia                     | 1   | FSV Zwickau                                                                |
| Sajonia Anhalt              | 1   | Hallescher FC                                                              |
| Turingia                    | 1   | Carl Zeiss Jena                                                            |
| Mecklemburgo-Pomerania      | 1   | F.C. Hansa Rostock                                                         |
| Renania-Palatinado          | 1   | 1. FC Kaiserslautern                                                       |
| Hesse                       | 1   | SV Wehen Wiesbaden                                                         |
| Brandeburgo                 | 1   | Energie Cottbus                                                            |

## Clasificación
| Pos. | Equipo                 | Pts. | PJ | G  | E  | P  | GF | GC | Dif. | Clasificación 2019-20                |
| ---- | ---------------------- | ---- | -- | -- | -- | -- | -- | -- | ---- | ------------------------------------ |
| 1    | Osnabrück              | 76   | 38 | 22 | 10 | 6  | 56 | 31 | +25  | Asciende a 2. Bundesliga             |
| 2    | Karlsruher             | 71   | 38 | 20 | 11 | 7  | 64 | 38 | +26  | Asciende a 2. Bundesliga             |
| 3    | Wehen Wiesbaden        | 70   | 38 | 22 | 4  | 12 | 71 | 47 | +24  | Promoción de ascenso a 2. Bundesliga |
| 4    | Hallescher FC          | 66   | 38 | 19 | 9  | 10 | 47 | 34 | +13  |                                      |
| 5    | Würzburger Kickers     | 57   | 38 | 16 | 9  | 13 | 56 | 45 | +11  |                                      |
| 6    | Hansa Rostock          | 55   | 38 | 14 | 13 | 11 | 47 | 46 | +1   |                                      |
| 7    | Zwickau                | 52   | 38 | 14 | 10 | 14 | 49 | 47 | +2   |                                      |
| 8    | Preußen Münster        | 52   | 38 | 15 | 7  | 16 | 48 | 50 | −2   |                                      |
| 9    | Kaiserslautern         | 51   | 38 | 13 | 12 | 13 | 49 | 51 | −2   |                                      |
| 10   | Unterhaching           | 48   | 38 | 11 | 15 | 12 | 53 | 46 | +7   |                                      |
| 11   | Uerdingen              | 48   | 38 | 14 | 6  | 18 | 47 | 62 | −15  |                                      |
| 12   | 1860 Múnich            | 47   | 38 | 12 | 11 | 15 | 48 | 52 | −4   |                                      |
| 13   | Meppen                 | 47   | 38 | 13 | 8  | 17 | 48 | 53 | −5   |                                      |
| 14   | Carl Zeiss Jena        | 46   | 38 | 11 | 13 | 14 | 48 | 57 | −9   |                                      |
| 15   | Sonnenhof Großaspach   | 45   | 38 | 9  | 18 | 11 | 38 | 39 | −1   |                                      |
| 16   | Eintracht Braunschweig | 45   | 38 | 10 | 15 | 13 | 48 | 54 | −6   |                                      |
| 17   | Energie Cottbus        | 45   | 38 | 12 | 9  | 17 | 51 | 58 | −7   | Desciende a Regionalliga             |
| 18   | Sportfreunde Lotte     | 40   | 38 | 9  | 13 | 16 | 31 | 46 | −15  | Desciende a Regionalliga             |
| 19   | Fortuna Colonia        | 39   | 38 | 9  | 12 | 17 | 38 | 64 | −26  | Desciende a Regionalliga             |
| 20   | Aalen                  | 31   | 38 | 6  | 13 | 19 | 45 | 62 | −17  | Desciende a Regionalliga             |

Actualizado a los partidos jugados el 18 de mayo de 2019.
 Fuente: Soccerway
Criterios de clasificación: 1) Puntos; 2) Diferencia de goles; 3) Goles marcados

## Evolución de las posiciones
- Actualizado el 18 de mayo de 2019.

| Jornada / Equipo       | 1  | 2  | 3  | 4  | 5  | 6  | 7  | 8  | 9  | 10 | 11 | 12 | 13 | 14 | 15 | 16 | 17 | 18 | 19 | 20 | 21 | 22 | 23 | 24 | 25 | 26 | 27 | 28 | 29 | 30 | 31 | 32 | 33 | 34 | 35 | 36 | 37 | 38 |
| Jornada / Equipo       |    |    |    |    |    |    |    |    |    |    |    |    |    |    |    |    |    |    |    |    |    |    |    |    |    |    |    |    |    |    |    |    |    |    |    |    |    |    |
| ---------------------- | -- | -- | -- | -- | -- | -- | -- | -- | -- | -- | -- | -- | -- | -- | -- | -- | -- | -- | -- | -- | -- | -- | -- | -- | -- | -- | -- | -- | -- | -- | -- | -- | -- | -- | -- | -- | -- | -- |
| Osnabrück              | 7  | 2  | 2  | 4  | 1  | 3  | 4  | 3  | 1  | 1  | 1  | 1  | 1  | 1  | 1  | 1  | 1  | 1  | 1  | 1  | 1  | 1  | 1  | 1  | 1  | 1  | 1  | 1  | 1  | 1  | 1  | 1  | 1  | 1  | 1  | 1  | 1  | 1  |
| Karlsruher             | 9  | 13 | 9  | 9  | 10 | 14 | 8  | 6  | 4  | 2  | 4  | 6  | 9  | 5  | 3  | 3  | 2  | 2  | 2  | 2  | 2  | 2  | 2  | 2  | 2  | 2  | 2  | 2  | 2  | 2  | 3  | 2  | 2  | 2  | 2  | 2  | 2  | 2  |
| Wehen Wiesbaden        | 6  | 10 | 15 | 14 | 17 | 18 | 16 | 12 | 8  | 10 | 7  | 5  | 6  | 3  | 8  | 8  | 7  | 7  | 7  | 6  | 6  | 5  | 4  | 3  | 3  | 4  | 4  | 4  | 3  | 3  | 2  | 3  | 3  | 4  | 3  | 3  | 3  | 3  |
| Hallescher FC          | 18 | 20 | 14 | 8  | 5  | 5  | 6  | 5  | 7  | 9  | 12 | 11 | 8  | 4  | 7  | 6  | 5  | 4  | 4  | 4  | 3  | 3  | 3  | 4  | 4  | 3  | 3  | 3  | 4  | 4  | 4  | 4  | 4  | 3  | 4  | 4  | 4  | 4  |
| Würzburger Kickers     | 14 | 19 | 20 | 17 | 11 | 7  | 3  | 4  | 2  | 5  | 5  | 7  | 10 | 11 | 13 | 13 | 10 | 10 | 11 | 12 | 10 | 8  | 7  | 8  | 6  | 8  | 10 | 10 | 5  | 7  | 7  | 7  | 6  | 8  | 7  | 7  | 5  | 5  |
| Hansa Rostock          | 20 | 11 | 5  | 10 | 14 | 11 | 9  | 10 | 14 | 16 | 10 | 8  | 4  | 6  | 4  | 7  | 8  | 8  | 8  | 8  | 11 | 12 | 10 | 9  | 11 | 9  | 12 | 6  | 7  | 6  | 5  | 5  | 5  | 5  | 5  | 5  | 6  | 6  |
| Zwickau                | 4  | 5  | 8  | 5  | 8  | 8  | 12 | 14 | 10 | 11 | 13 | 14 | 16 | 16 | 14 | 12 | 13 | 11 | 9  | 10 | 12 | 13 | 15 | 14 | 14 | 14 | 15 | 15 | 15 | 13 | 13 | 13 | 11 | 7  | 9  | 8  | 8  | 7  |
| Preußen Münster        | 1  | 8  | 3  | 1  | 6  | 9  | 13 | 7  | 6  | 4  | 3  | 2  | 2  | 2  | 2  | 2  | 6  | 6  | 6  | 7  | 7  | 7  | 8  | 7  | 8  | 7  | 8  | 11 | 12 | 8  | 11 | 11 | 7  | 6  | 6  | 6  | 7  | 8  |
| Kaiserslautern         | 8  | 6  | 13 | 16 | 16 | 15 | 17 | 17 | 11 | 7  | 8  | 9  | 7  | 9  | 9  | 10 | 12 | 13 | 10 | 11 | 8  | 9  | 11 | 10 | 12 | 13 | 11 | 12 | 6  | 9  | 8  | 8  | 8  | 9  | 11 | 9  | 9  | 9  |
| Unterhaching           | 3  | 4  | 7  | 3  | 2  | 1  | 2  | 2  | 3  | 6  | 6  | 4  | 5  | 8  | 6  | 5  | 4  | 5  | 5  | 5  | 5  | 6  | 6  | 6  | 7  | 6  | 6  | 9  | 10 | 11 | 10 | 12 | 13 | 13 | 13 | 14 | 13 | 10 |
| Uerdingen              | 17 | 9  | 4  | 2  | 3  | 2  | 1  | 1  | 5  | 3  | 2  | 3  | 3  | 7  | 5  | 4  | 3  | 3  | 3  | 3  | 4  | 4  | 5  | 5  | 5  | 5  | 5  | 8  | 9  | 10 | 12 | 9  | 10 | 11 | 8  | 11 | 10 | 11 |
| 1860 Múnich            | 16 | 7  | 10 | 12 | 9  | 4  | 5  | 8  | 9  | 8  | 11 | 12 | 11 | 10 | 10 | 11 | 9  | 9  | 12 | 9  | 9  | 10 | 12 | 11 | 9  | 12 | 9  | 5  | 8  | 5  | 6  | 6  | 9  | 10 | 12 | 12 | 11 | 12 |
| Meppen                 | 11 | 17 | 18 | 15 | 15 | 17 | 20 | 20 | 20 | 19 | 16 | 18 | 19 | 19 | 19 | 19 | 18 | 16 | 18 | 16 | 16 | 14 | 13 | 12 | 10 | 10 | 7  | 7  | 11 | 12 | 9  | 10 | 12 | 12 | 10 | 10 | 12 | 13 |
| Carl Zeiss Jena        | 5  | 3  | 6  | 7  | 4  | 6  | 10 | 11 | 15 | 12 | 17 | 16 | 17 | 17 | 16 | 17 | 17 | 18 | 16 | 18 | 17 | 16 | 17 | 17 | 18 | 18 | 19 | 19 | 19 | 19 | 19 | 19 | 19 | 19 | 16 | 17 | 16 | 14 |
| SG Großaspach          | 13 | 14 | 11 | 11 | 12 | 13 | 14 | 13 | 16 | 17 | 18 | 13 | 14 | 15 | 11 | 14 | 14 | 15 | 14 | 17 | 18 | 18 | 16 | 15 | 16 | 16 | 16 | 16 | 17 | 17 | 17 | 14 | 15 | 16 | 17 | 18 | 17 | 15 |
| Eintracht Braunschweig | 10 | 16 | 17 | 18 | 19 | 20 | 19 | 19 | 19 | 20 | 20 | 20 | 20 | 20 | 20 | 20 | 20 | 20 | 20 | 20 | 20 | 19 | 19 | 19 | 17 | 17 | 17 | 18 | 16 | 16 | 15 | 17 | 16 | 14 | 14 | 13 | 14 | 16 |
| Energie Cottbus        | 2  | 1  | 1  | 6  | 7  | 12 | 11 | 15 | 17 | 18 | 14 | 19 | 15 | 12 | 12 | 15 | 15 | 14 | 15 | 14 | 14 | 15 | 18 | 18 | 19 | 19 | 18 | 17 | 18 | 18 | 18 | 18 | 18 | 17 | 18 | 15 | 15 | 17 |
| Sportfreunde Lotte     | 12 | 18 | 19 | 20 | 20 | 19 | 18 | 18 | 13 | 15 | 15 | 15 | 13 | 13 | 15 | 9  | 11 | 12 | 13 | 13 | 13 | 11 | 9  | 13 | 13 | 11 | 13 | 13 | 13 | 14 | 14 | 16 | 14 | 15 | 15 | 16 | 18 | 18 |
| Fortuna Colonia        | 19 | 12 | 16 | 19 | 13 | 10 | 7  | 9  | 12 | 13 | 9  | 10 | 12 | 14 | 17 | 16 | 16 | 17 | 17 | 15 | 15 | 17 | 14 | 16 | 15 | 15 | 14 | 14 | 14 | 15 | 16 | 15 | 17 | 18 | 19 | 19 | 19 | 19 |
| Aalen                  | 15 | 15 | 12 | 13 | 18 | 16 | 15 | 16 | 18 | 14 | 19 | 17 | 18 | 18 | 18 | 18 | 19 | 19 | 19 | 19 | 19 | 20 | 20 | 20 | 20 | 20 | 20 | 20 | 20 | 20 | 20 | 20 | 20 | 20 | 20 | 20 | 20 | 20 |

| 1. 2. 3. 4. 5. |

## Resultados
- Los horarios corresponden al huso horario de Alemania (Hora central europea): UTC+1 en horario estándar y UTC+2 en horario de verano.

### Primera vuelta
| Eintracht Braunschweig | 1 - 1 | Karlsruher           | Eintracht-Stadion         | 27 de julio | 19:00 |
| Aalen                  | 1 - 2 | Wehen Wiesbaden      | Scholz-Arena              | 28 de julio | 14:00 |
| Osnabrück              | 2 - 1 | Würzburger Kickers   | Bremer Brücke             | 28 de julio | 14:00 |
| Kaiserslautern         | 1 - 0 | 1860 Múnich          | Fritz-Walter-Stadion      | 28 de julio | 14:00 |
| Carl Zeiss Jena        | 3 - 2 | Sonnenhof Großaspach | Ernst-Abbe-Sportfeld      | 28 de julio | 14:00 |
| Fortuna Colonia        | 1 - 4 | Preußen Münster      | Südstadion                | 28 de julio | 14:00 |
| Zwickau                | 2 - 0 | Hallescher FC        | Stadion Zwickau           | 28 de julio | 14:00 |
| Energie Cottbus        | 3 - 0 | Hansa Rostock        | Stadion der Freundschaft  | 29 de julio | 13:00 |
| Uerdingen              | 1 - 3 | Unterhaching         | Schauinsland-Reisen-Arena | 29 de julio | 14:00 |
| Sportfreunde Lotte     | 0 - 0 | Meppen               | FRIMO Stadion             | 30 de julio | 19:00 |

| Hansa Rostock        | 2 - 0 | Eintracht Braunschweig | Ostseestadion        | 3 de agosto | 19:00 |
| Hallescher FC        | 1 - 2 | Fortuna Colonia        | Erdgas Sportpark     | 4 de agosto | 14:00 |
| Preußen Münster      | 1 - 2 | Carl Zeiss Jena        | Preußenstadion       | 4 de agosto | 14:00 |
| Sonnenhof Großaspach | 1 - 1 | Kaiserslautern         | Mechatronik Arena    | 4 de agosto | 14:00 |
| 1860 Múnich          | 5 - 1 | Sportfreunde Lotte     | Grünwalder Stadion   | 4 de agosto | 14:00 |
| Würzburger Kickers   | 0 - 2 | Uerdingen              | Flyeralarm-Arena     | 4 de agosto | 14:00 |
| Unterhaching         | 0 - 0 | Aalen                  | Alpenbauer Sportpark | 4 de agosto | 14:00 |
| Karlsruher           | 1 - 1 | Zwickau                | Wildparkstadion      | 4 de agosto | 14:00 |
| Wehen Wiesbaden      | 0 - 2 | Energie Cottbus        | BRITA-Arena          | 5 de agosto | 13:00 |
| Meppen               | 0 - 2 | Osnabrück              | Hänsch-Arena         | 5 de agosto | 14:00 |

| Eintracht Braunschweig | 1 - 1 | Zwickau              | Eintracht-Stadion         | 7 de agosto | 19:00 |
| Aalen                  | 3 - 2 | Würzburger Kickers   | Scholz-Arena              | 7 de agosto | 19:00 |
| Kaiserslautern         | 1 - 2 | Preußen Münster      | Fritz-Walter-Stadion      | 7 de agosto | 19:00 |
| Carl Zeiss Jena        | 0 - 3 | Hallescher FC        | Ernst-Abbe-Sportfeld      | 7 de agosto | 19:00 |
| Fortuna Colonia        | 0 - 1 | Karlsruher           | Südstadion                | 7 de agosto | 19:00 |
| Uerdingen              | 3 - 2 | Meppen               | Schauinsland-Reisen-Arena | 8 de agosto | 19:00 |
| Osnabrück              | 2 - 2 | 1860 Múnich          | Bremer Brücke             | 8 de agosto | 19:00 |
| Sportfreunde Lotte     | 0 - 2 | Sonnenhof Großaspach | FRIMO Stadion             | 8 de agosto | 19:00 |
| Hansa Rostock          | 3 - 2 | Wehen Wiesbaden      | Ostseestadion             | 8 de agosto | 19:00 |
| Energie Cottbus        | 2 - 2 | Unterhaching         | Stadion der Freundschaft  | 8 de agosto | 19:00 |

| Karlsruher           | 1 - 1 | Carl Zeiss Jena        | Wildparkstadion      | 10 de agosto | 19:00 |
| Hallescher FC        | 2 - 0 | Kaiserslautern         | Erdgas Sportpark     | 11 de agosto | 14:00 |
| Sonnenhof Großaspach | 0 - 0 | Osnabrück              | Mechatronik Arena    | 11 de agosto | 14:00 |
| Meppen               | 1 - 0 | Aalen                  | Hänsch-Arena         | 11 de agosto | 14:00 |
| Unterhaching         | 2 - 1 | Hansa Rostock          | Alpenbauer Sportpark | 11 de agosto | 14:00 |
| Wehen Wiesbaden      | 3 - 3 | Eintracht Braunschweig | BRITA-Arena          | 11 de agosto | 14:00 |
| Zwickau              | 1 - 0 | Fortuna Colonia        | Stadion Zwickau      | 11 de agosto | 14:00 |
| 1860 Múnich          | 0 - 1 | Uerdingen              | Grünwalder Stadion   | 12 de agosto | 13:00 |
| Würzburger Kickers   | 3 - 1 | Energie Cottbus        | Flyeralarm-Arena     | 12 de agosto | 14:00 |
| Preußen Münster      | 1 - 0 | Sportfreunde Lotte     | Preußenstadion       | 13 de agosto | 19:00 |

| Uerdingen              | 0 - 0 | Sonnenhof Großaspach | Schauinsland-Reisen-Arena | 24 de agosto | 19:00 |
| Aalen                  | 1 - 4 | 1860 Múnich          | Scholz-Arena              | 25 de agosto | 14:00 |
| Osnabrück              | 3 - 0 | Preußen Münster      | Bremer Brücke             | 25 de agosto | 14:00 |
| Kaiserslautern         | 0 - 0 | Karlsruher           | Fritz-Walter-Stadion      | 25 de agosto | 14:00 |
| Wehen Wiesbaden        | 1 - 2 | Unterhaching         | BRITA-Arena               | 25 de agosto | 14:00 |
| Hansa Rostock          | 0 - 4 | Würzburger Kickers   | Ostseestadion             | 25 de agosto | 14:00 |
| Energie Cottbus        | 1 - 1 | Meppen               | Stadion der Freundschaft  | 25 de agosto | 14:00 |
| Sportfreunde Lotte     | 0 - 1 | Hallescher FC        | FRIMO Stadion             | 26 de agosto | 13:00 |
| Eintracht Braunschweig | 0 - 2 | Fortuna Colonia      | Eintracht-Stadion         | 26 de agosto | 14:00 |
| Carl Zeiss Jena        | 2 - 1 | Zwickau              | Ernst-Abbe-Sportfeld      | 27 de agosto | 19:00 |

| 1860 Múnich          | 2 - 0 | Energie Cottbus        | Grünwalder Stadion   | 31 de agosto    | 19:00 |
| Hallescher FC        | 1 - 1 | Osnabrück              | Erdgas Sportpark     | 1 de septiembre | 14:00 |
| Preußen Münster      | 0 - 1 | Uerdingen              | Preußenstadion       | 1 de septiembre | 14:00 |
| Meppen               | 1 - 3 | Hansa Rostock          | Hänsch-Arena         | 1 de septiembre | 14:00 |
| Würzburger Kickers   | 3 - 1 | Wehen Wiesbaden        | Flyeralarm-Arena     | 1 de septiembre | 14:00 |
| Unterhaching         | 3 - 0 | Eintracht Braunschweig | Alpenbauer Sportpark | 1 de septiembre | 14:00 |
| Karlsruher           | 1 - 3 | Sportfreunde Lotte     | Wildparkstadion      | 1 de septiembre | 14:00 |
| Zwickau              | 1 - 1 | Kaiserslautern         | Stadion Zwickau      | 2 de septiembre | 13:00 |
| Fortuna Colonia      | 2 - 0 | Carl Zeiss Jena        | Südstadion           | 2 de septiembre | 14:00 |
| Sonnenhof Großaspach | 1 - 1 | Aalen                  | Mechatronik Arena    | 3 de septiembre | 19:00 |

| Eintracht Braunschweig | 2 - 0 | Carl Zeiss Jena      | Eintracht-Stadion         | 14 de septiembre | 19:00 |
| Aalen                  | 4 - 1 | Preußen Münster      | Scholz-Arena              | 15 de septiembre | 14:00 |
| Uerdingen              | 2 - 1 | Hallescher FC        | Schauinsland-Reisen-Arena | 15 de septiembre | 14:00 |
| Osnabrück              | 0 - 1 | Karlsruher           | Bremer Brücke             | 15 de septiembre | 14:00 |
| Wehen Wiesbaden        | 3 - 0 | Meppen               | BRITA-Arena               | 15 de septiembre | 14:00 |
| Hansa Rostock          | 2 - 2 | 1860 Múnich          | Ostseestadion             | 15 de septiembre | 14:00 |
| Energie Cottbus        | 0 - 0 | Sonnenhof Großaspach | Stadion der Freundschaft  | 15 de septiembre | 14:00 |
| Sportfreunde Lotte     | 2 - 1 | Zwickau              | FRIMO Stadion             | 16 de septiembre | 13:00 |
| Unterhaching           | 0 - 1 | Würzburger Kickers   | Alpenbauer Sportpark      | 16 de septiembre | 14:00 |
| Kaiserslautern         | 3 - 3 | Fortuna Colonia      | Fritz-Walter-Stadion      | 17 de septiembre | 19:00 |

| Preußen Münster      | 3 - 0 | Energie Cottbus        | Preußenstadion       | 21 de septiembre | 19:00 |
| Sonnenhof Großaspach | 0 - 0 | Hansa Rostock          | Mechatronik Arena    | 22 de septiembre | 14:00 |
| 1860 Múnich          | 1 - 2 | Wehen Wiesbaden        | Grünwalder Stadion   | 22 de septiembre | 14:00 |
| Meppen               | 3 - 3 | Unterhaching           | Hänsch-Arena         | 22 de septiembre | 14:00 |
| Würzburger Kickers   | 1 - 1 | Eintracht Braunschweig | Flyeralarm-Arena     | 22 de septiembre | 14:00 |
| Carl Zeiss Jena      | 3 - 3 | Kaiserslautern         | Ernst-Abbe-Sportfeld | 22 de septiembre | 14:00 |
| Fortuna Colonia      | 1 - 1 | Sportfreunde Lotte     | Südstadion           | 22 de septiembre | 14:00 |
| Karlsruher           | 2 - 0 | Uerdingen              | Wildparkstadion      | 22 de septiembre | 14:00 |
| Zwickau              | 0 - 1 | Osnabrück              | Stadion Zwickau      | 23 de septiembre | 13:00 |
| Hallescher FC        | 1 - 0 | Aalen                  | Erdgas Sportpark     | 23 de septiembre | 14:00 |

| Eintracht Braunschweig | 1 - 4 | Kaiserslautern       | Eintracht-Stadion         | 25 de septiembre | 19:00 |
| Sportfreunde Lotte     | 2 - 0 | Carl Zeiss Jena      | FRIMO Stadion             | 25 de septiembre | 19:00 |
| Würzburger Kickers     | 2 - 1 | Meppen               | Flyeralarm-Arena          | 25 de septiembre | 19:00 |
| Wehen Wiesbaden        | 2 - 0 | Sonnenhof Großaspach | BRITA-Arena               | 25 de septiembre | 19:00 |
| Hansa Rostock          | 1 - 4 | Preußen Münster      | Ostseestadion             | 25 de septiembre | 19:00 |
| Aalen                  | 1 - 3 | Karlsruher           | Scholz-Arena              | 26 de septiembre | 19:00 |
| Uerdingen              | 1 - 2 | Zwickau              | Schauinsland-Reisen-Arena | 26 de septiembre | 19:00 |
| Osnabrück              | 1 - 0 | Fortuna Colonia      | Bremer Brücke             | 26 de septiembre | 19:00 |
| Unterhaching           | 1 - 1 | 1860 Múnich          | Alpenbauer Sportpark      | 26 de septiembre | 19:00 |
| Energie Cottbus        | 1 - 2 | Hallescher FC        | Stadion der Freundschaft  | 10 de octubre    | 19:00 |

| Preußen Münster      | 3 - 0 | Wehen Wiesbaden        | Preußenstadion       | 28 de septiembre | 19:00 |
| Sonnenhof Großaspach | 1 - 1 | Unterhaching           | Mechatronik Arena    | 29 de septiembre | 14:00 |
| Meppen               | 4 - 2 | Eintracht Braunschweig | Hänsch-Arena         | 29 de septiembre | 14:00 |
| Kaiserslautern       | 2 - 1 | Sportfreunde Lotte     | Fritz-Walter-Stadion | 29 de septiembre | 14:00 |
| Fortuna Colonia      | 1 - 2 | Uerdingen              | Südstadion           | 29 de septiembre | 14:00 |
| Karlsruher           | 2 - 0 | Energie Cottbus        | Wildparkstadion      | 29 de septiembre | 14:00 |
| Carl Zeiss Jena      | 0 - 0 | Osnabrück              | Ernst-Abbe-Sportfeld | 30 de septiembre | 13:00 |
| Zwickau              | 2 - 3 | Aalen                  | Stadion Zwickau      | 30 de septiembre | 14:00 |
| 1860 Múnich          | 1 - 1 | Würzburger Kickers     | Grünwalder Stadion   | 1 de octubre     | 19:00 |
| Hallescher FC        | 0 - 1 | Hansa Rostock          | Erdgas Sportpark     | 16 de octubre    | 19:00 |

| Hansa Rostock          | 1 - 0 | Karlsruher           | Ostseestadion             | 5 de octubre | 19:00 |
| Eintracht Braunschweig | 2 - 2 | Sportfreunde Lotte   | Eintracht-Stadion         | 6 de octubre | 14:00 |
| Aalen                  | 0 - 1 | Fortuna Colonia      | Scholz-Arena              | 6 de octubre | 14:00 |
| Uerdingen              | 2 - 1 | Carl Zeiss Jena      | Schauinsland-Reisen-Arena | 6 de octubre | 14:00 |
| Osnabrück              | 2 - 0 | Kaiserslautern       | Bremer Brücke             | 6 de octubre | 14:00 |
| Unterhaching           | 1 - 1 | Preußen Münster      | Alpenbauer Sportpark      | 6 de octubre | 14:00 |
| Energie Cottbus        | 2 - 1 | Zwickau              | Stadion der Freundschaft  | 6 de octubre | 14:00 |
| Meppen                 | 1 - 0 | 1860 Múnich          | Hänsch-Arena              | 7 de octubre | 13:00 |
| Wehen Wiesbaden        | 2 - 0 | Hallescher FC        | BRITA-Arena               | 7 de octubre | 14:00 |
| Würzburger Kickers     | 0 - 0 | Sonnenhof Großaspach | Flyeralarm-Arena          | 8 de octubre | 19:00 |

| Carl Zeiss Jena      | 0 - 0 | Aalen                  | Ernst-Abbe-Sportfeld | 19 de octubre | 19:00 |
| Hallescher FC        | 1 - 1 | Unterhaching           | Erdgas Sportpark     | 20 de octubre | 14:00 |
| Sonnenhof Großaspach | 1 - 0 | Meppen                 | Mechatronik Arena    | 20 de octubre | 14:00 |
| 1860 Múnich          | 2 - 0 | Eintracht Braunschweig | Grünwalder Stadion   | 20 de octubre | 14:00 |
| Sportfreunde Lotte   | 0 - 0 | Osnabrück              | FRIMO Stadion        | 20 de octubre | 14:00 |
| Kaiserslautern       | 2 - 0 | Uerdingen              | Fritz-Walter-Stadion | 20 de octubre | 14:00 |
| Fortuna Colonia      | 3 - 1 | Energie Cottbus        | Südstadion           | 20 de octubre | 14:00 |
| Zwickau              | 2 - 2 | Hansa Rostock          | Stadion Zwickau      | 21 de octubre | 13:00 |
| Preußen Münster      | 1 - 0 | Würzburger Kickers     | Preußenstadion       | 21 de octubre | 14:00 |
| Karlsruher           | 2 - 5 | Wehen Wiesbaden        | Wildparkstadion      | 21 de octubre | 14:00 |

| Eintracht Braunschweig | 3 - 4 | Osnabrück            | Eintracht-Stadion         | 26 de octubre | 19:00 |
| Uerdingen              | 0 - 2 | Sportfreunde Lotte   | Schauinsland-Reisen-Arena | 27 de octubre | 14:00 |
| Würzburger Kickers     | 1 - 2 | Hallescher FC        | Flyeralarm-Arena          | 27 de octubre | 14:00 |
| Unterhaching           | 0 - 0 | Karlsruher           | Alpenbauer Sportpark      | 27 de octubre | 14:00 |
| Wehen Wiesbaden        | 0 - 0 | Zwickau              | BRITA-Arena               | 27 de octubre | 14:00 |
| Hansa Rostock          | 3 - 1 | Fortuna Colonia      | Ostseestadion             | 27 de octubre | 14:00 |
| Energie Cottbus        | 2 - 1 | Carl Zeiss Jena      | Stadion der Freundschaft  | 27 de octubre | 14:00 |
| 1860 Múnich            | 2 - 2 | Sonnenhof Großaspach | Grünwalder Stadion        | 28 de octubre | 13:00 |
| Meppen                 | 1 - 2 | Preußen Münster      | Hänsch-Arena              | 28 de octubre | 14:00 |
| Aalen                  | 1 - 2 | Kaiserslautern       | Scholz-Arena              | 29 de octubre | 19:00 |

| Kaiserslautern       | 0 - 2 | Energie Cottbus        | Fritz-Walter-Stadion | 2 de noviembre | 19:00 |
| Preußen Münster      | 0 - 0 | 1860 Múnich            | Preußenstadion       | 3 de noviembre | 14:00 |
| Sonnenhof Großaspach | 1 - 1 | Eintracht Braunschweig | Mechatronik Arena    | 3 de noviembre | 14:00 |
| Sportfreunde Lotte   | 1 - 1 | Aalen                  | FRIMO Stadion        | 3 de noviembre | 14:00 |
| Carl Zeiss Jena      | 1 - 1 | Hansa Rostock          | Ernst-Abbe-Sportfeld | 3 de noviembre | 14:00 |
| Zwickau              | 2 - 2 | Unterhaching           | Stadion Zwickau      | 3 de noviembre | 14:00 |
| Karlsruher           | 2 - 1 | Würzburger Kickers     | Wildparkstadion      | 3 de noviembre | 14:00 |
| Hallescher FC        | 2 - 1 | Meppen                 | Erdgas Sportpark     | 4 de noviembre | 13:00 |
| Fortuna Colonia      | 0 - 7 | Wehen Wiesbaden        | Südstadion           | 4 de noviembre | 14:00 |
| Osnabrück            | 2 - 1 | Uerdingen              | Bremer Brücke        | 5 de noviembre | 19:00 |

| Würzburger Kickers     | 0 - 2 | Zwickau            | Flyeralarm-Arena         | 9 de noviembre  | 19:00 |
| Eintracht Braunschweig | 0 - 2 | Uerdingen          | Eintract-Stadion         | 10 de noviembre | 14:00 |
| Aalen                  | 1 - 1 | Osnabrück          | Scholz-Arena             | 10 de noviembre | 14:00 |
| 1860 Múnich            | 1 - 1 | Hallescher FC      | Grünwalder Stadion       | 10 de noviembre | 14:00 |
| Meppen                 | 2 - 3 | Karlsruher         | Hänsch-Arena             | 10 de noviembre | 14:00 |
| Hansa Rostock          | 4 - 1 | Kaiserslautern     | Ostseestadion            | 10 de noviembre | 14:00 |
| Energie Cottbus        | 2 - 2 | Sportfreunde Lotte | Stadion der Freundschaft | 10 de noviembre | 14:00 |
| Unterhaching           | 6 - 0 | Fortuna Colonia    | Alpenbauer Sportpark     | 11 de noviembre | 13:00 |
| Sonnenhof Großaspach   | 3 - 1 | Preußen Münster    | Mechatronik Arena        | 11 de noviembre | 14:00 |
| Wehen Wiesbaden        | 2 - 3 | Carl Zeiss Jena    | BRITA-Arena              | 12 de noviembre | 19:00 |

| Sportfreunde Lotte | 1 - 0 | Hansa Rostock          | FRIMO Stadion             | 23 de noviembre | 19:00 |
| Hallescher FC      | 2 - 0 | Sonnenhof Großaspach   | Erdgas Sportpark          | 24 de noviembre | 14:00 |
| Uerdingen          | 2 - 0 | Aalen                  | Schauinsland-Reisen-Arena | 24 de noviembre | 14:00 |
| Osnabrück          | 3 - 1 | Energie Cottbus        | Bremer Brücke             | 24 de noviembre | 14:00 |
| Carl Zeiss Jena    | 4 - 5 | Unterhaching           | Ernst-Abbe-Sportfeld      | 24 de noviembre | 14:00 |
| Fortuna Colonia    | 0 - 0 | Würzburger Kickers     | Südstadion                | 24 de noviembre | 14:00 |
| Zwickau            | 1 - 1 | Meppen                 | Stadion Zwickau           | 24 de noviembre | 14:00 |
| Karlsruher         | 3 - 2 | 1860 Múnich            | Wildparkstadion           | 25 de noviembre | 13:00 |
| Kaiserslautern     | 0 - 0 | Wehen Wiesbaden        | Fritz-Walter-Stadion      | 25 de noviembre | 14:00 |
| Preußen Münster    | 3 - 0 | Eintracht Braunschweig | Preußenstadion            | 26 de noviembre | 19:00 |

| Unterhaching           | 5 - 0 | Kaiserslautern     | Alpenbauer Sportpark     | 30 de noviembre | 19:00 |
| Eintracht Braunschweig | 2 - 2 | Aalen              | Eintracht-Stadion        | 1 de diciembre  | 14:00 |
| Preußen Münster        | 1 - 2 | Hallescher FC      | Preußenstadion           | 1 de diciembre  | 14:00 |
| 1860 Múnich            | 2 - 0 | Zwickau            | Grünwalder Stadion       | 1 de diciembre  | 14:00 |
| Würzburger Kickers     | 5 - 2 | Carl Zeiss Jena    | Flyeralarm-Arena         | 1 de diciembre  | 14:00 |
| Wehen Wiesbaden        | 2 - 0 | Sportfreunde Lotte | BRITA-Arena              | 1 de diciembre  | 14:00 |
| Energie Cottbus        | 0 - 2 | Uerdingen          | Stadion der Freundschaft | 1 de diciembre  | 14:00 |
| Meppen                 | 3 - 0 | Fortuna Colonia    | Hänsch-Arena             | 2 de diciembre  | 13:00 |
| Sonnenhof Großaspach   | 1 - 2 | Karlsruher         | Mechatronik Arena        | 2 de diciembre  | 14:00 |
| Hansa Rostock          | 1 - 1 | Osnabrück          | Ostseestadion            | 3 de diciembre  | 19:00 |

| Carl Zeiss Jena        | 1 - 2 | Meppen               | Ernst-Abbe-Sportfeld      | 7 de diciembre  | 19:00 |
| Eintracht Braunschweig | 0 - 1 | Hallescher FC        | Eintracht-Stadion         | 8 de diciembre  | 14:00 |
| Uerdingen              | 2 - 1 | Hansa Rostock        | Schauinsland-Reisen-Arena | 8 de diciembre  | 14:00 |
| Osnabrück              | 2 - 1 | Wehen Wiesbaden      | Bremer Brücke             | 8 de diciembre  | 14:00 |
| Kaiserslautern         | 0 - 0 | Würzburger Kickers   | Fritz-Walter-Stadion      | 8 de diciembre  | 14:00 |
| Fortuna Colonia        | 0 - 0 | 1860 Múnich          | Südstadion                | 8 de diciembre  | 14:00 |
| Karlsruher             | 5 - 0 | Preußen Münster      | Wildparkstadion           | 8 de diciembre  | 14:00 |
| Sportfreunde Lotte     | 0 - 0 | Unterhaching         | FRIMO Stadion             | 9 de diciembre  | 13:00 |
| Aalen                  | 3 - 3 | Energie Cottbus      | Scholz-Arena              | 9 de diciembre  | 14:00 |
| Zwickau                | 3 - 0 | Sonnenhof Großaspach | Stadion Zwickau           | 10 de diciembre | 19:00 |

| Sonnenhof Großaspach | 1 - 1 | Fortuna Colonia        | Mechatronik Arena        | 14 de diciembre | 19:00 |
| Hallescher FC        | 0 - 3 | Karlsruher             | Erdgas Sportpark         | 15 de diciembre | 14:00 |
| Preußen Münster      | 0 - 2 | Zwickau                | Preußenstadion           | 15 de diciembre | 14:00 |
| Meppen               | 0 - 1 | Kaiserslautern         | Hänsch-Arena             | 15 de diciembre | 14:00 |
| Unterhaching         | 1 - 1 | Osnabrück              | Alpenbauer Sportpark     | 15 de diciembre | 14:00 |
| Hansa Rostock        | 1 - 1 | Aalen                  | Ostseestadion            | 15 de diciembre | 14:00 |
| Energie Cottbus      | 0 - 1 | Eintracht Braunschweig | Stadion der Freundschaft | 15 de diciembre | 14:00 |
| 1860 Múnich          | 1 - 3 | Carl Zeiss Jena        | Grünwalder Stadion       | 16 de diciembre | 13:00 |
| Würzburger Kickers   | 2 - 2 | Sportfreunde Lotte     | Flyeralarm-Arena         | 16 de diciembre | 14:00 |
| Wehen Wiesbaden      | 0 - 2 | Uerdingen              | BRITA-Arena              | 17 de diciembre | 19:00 |

### Segunda vuelta
| Wehen Wiesbaden      | 2 - 1 | Aalen                  | BRITA-Arena          | 21 de diciembre | 19:00 |
| Karlsruher           | 1 - 1 | Eintracht Braunschweig | Wildparkstadion      | 22 de diciembre | 14:00 |
| Würzburger Kickers   | 1 - 2 | Osnabrück              | Flyeralarm-Arena     | 22 de diciembre | 14:00 |
| Meppen               | 2 - 0 | Sportfreunde Lotte     | Hänsch-Arena         | 22 de diciembre | 14:00 |
| 1860 Múnich          | 2 - 1 | Kaiserslautern         | Grünwalder Stadion   | 22 de diciembre | 14:00 |
| Preußen Münster      | 0 - 2 | Fortuna Colonia        | Preußenstadion       | 22 de diciembre | 14:00 |
| Hallescher FC        | 2 - 0 | Zwickau                | Erdgas Sportpark     | 22 de diciembre | 14:00 |
| Hansa Rostock        | 0 - 2 | Energie Cottbus        | Ostseestadion        | 22 de diciembre | 14:00 |
| Unterhaching         | 4 - 0 | Uerdingen              | Alpenbauer Sportpark | 23 de diciembre | 13:00 |
| Sonnenhof Großaspach | 0 - 0 | Carl Zeiss Jena        | Mechatronik Arena    | 23 de diciembre | 14:00 |

| Sportfreunde Lotte     | 1 - 1 | 1860 Múnich          | FRIMO Stadion             | 25 de enero   | 19:00 |
| Fortuna Colonia        | 0 - 1 | Hallescher FC        | Südstadion                | 26 de enero   | 14:00 |
| Carl Zeiss Jena        | 0 - 0 | Preußen Münster      | Ernst-Abbe-Sportfeld      | 26 de enero   | 14:00 |
| Kaiserslautern         | 2 - 0 | Sonnenhof Großaspach | Fritz-Walter-Stadion      | 26 de enero   | 14:00 |
| Osnabrück              | 1 - 0 | Meppen               | Bremer Brücke             | 26 de enero   | 14:00 |
| Energie Cottbus        | 2 - 3 | Wehen Wiesbaden      | Stadion der Freundschaft  | 26 de enero   | 14:00 |
| Eintracht Braunschweig | 2 - 0 | Hansa Rostock        | Eintracht-Stadion         | 27 de enero   | 14:00 |
| Uerdingen              | 0 - 3 | Würzburger Kickers   | Schauinsland-Reisen-Arena | 27 de enero   | 15:00 |
| Zwickau                | 1 - 1 | Karlsruher           | Stadion Zwickau           | 12 de febrero | 19:00 |
| Aalen                  | 4 - 1 | Unterhaching         | Scholz-Arena              | 27 de febrero | 19:00 |

| Preußen Münster      | 2 - 0 | Kaiserslautern         | Preußenstadion       | 1 de febrero | 19:00 |
| Würzburger Kickers   | 2 - 1 | Aalen                  | Flyeralarm-Arena     | 2 de febrero | 14:00 |
| Meppen               | 3 - 2 | Uerdingen              | Hänsch-Arena         | 2 de febrero | 14:00 |
| 1860 Múnich          | 1 - 2 | Osnabrück              | Grünwalder Stadion   | 2 de febrero | 14:00 |
| Sonnenhof Großaspach | 0 - 1 | Sportfreunde Lotte     | Mechatronik Arena    | 2 de febrero | 14:00 |
| Hallescher FC        | 0 - 0 | Carl Zeiss Jena        | Erdgas Sportpark     | 2 de febrero | 14:00 |
| Karlsruher           | 3 - 1 | Fortuna Colonia        | Wildparkstadion      | 2 de febrero | 14:00 |
| Wehen Wiesbaden      | 2 - 0 | Hansa Rostock          | BRITA-Arena          | 3 de febrero | 13:00 |
| Zwickau              | 0 - 1 | Eintracht Braunschweig | Stadion Zwickau      | 4 de febrero | 19:00 |
| Unterhaching         | 0 - 0 | Energie Cottbus        | Alpenbauer Sportpark | 20 de marzo  | 19:00 |

| Osnabrück              | 0 - 2 | Sonnenhof Großaspach | Bremer Brücke             | 8 de febrero  | 19:00 |
| Kaiserslautern         | 0 - 0 | Hallescher FC        | Fritz-Walter-Stadion      | 9 de febrero  | 14:00 |
| Uerdingen              | 1 - 1 | 1860 Múnich          | Schauinsland-Reisen-Arena | 9 de febrero  | 14:00 |
| Energie Cottbus        | 1 - 2 | Würzburger Kickers   | Stadion der Freundschaft  | 9 de febrero  | 14:00 |
| Hansa Rostock          | 2 - 0 | Unterhaching         | Ostseestadion             | 9 de febrero  | 14:00 |
| Fortuna Colonia        | 1 - 0 | Zwickau              | Südstadion                | 9 de febrero  | 14:00 |
| Carl Zeiss Jena        | 1 - 1 | Karlsruher           | Ernst-Abbe-Sportfeld      | 9 de febrero  | 14:00 |
| Aalen                  | 1 - 2 | Meppen               | Scholz-Arena              | 10 de febrero | 13:00 |
| Eintracht Braunschweig | 2 - 3 | Wehen Wiesbaden      | Eintracht-Stadion         | 10 de febrero | 14:00 |
| Sportfreunde Lotte     | 1 - 0 | Preußen Münster      | FRIMO Stadion             | 11 de febrero | 19:00 |

| Unterhaching         | 1 - 2 | Wehen Wiesbaden        | Alpanbauer Sportpark | 15 de febrero | 19:00 |
| Fortuna Colonia      | 1 - 3 | Eintracht Braunschweig | Südstadion           | 16 de febrero | 14:00 |
| Sonnenhof Großaspach | 3 - 2 | Uerdingen              | Mechatronik Arena    | 16 de febrero | 14:00 |
| Preußen Münster      | 0 - 0 | Osnabrück              | Preußenstadion       | 16 de febrero | 14:00 |
| Hallescher FC        | 0 - 0 | Sportfreunde Lotte     | Erdgas Sportpark     | 16 de febrero | 14:00 |
| Karlsruher           | 0 - 1 | Kaiserslautern         | Wildparkstadion      | 16 de febrero | 14:00 |
| Meppen               | 3 - 0 | Energie Cottbus        | Hänsch-Arena         | 16 de febrero | 14:00 |
| Würzburger Kickers   | 0 - 2 | Hansa Rostock          | Flyeralarm-Arena     | 17 de febrero | 13:00 |
| Zwickau              | 2 - 0 | Carl Zeiss Jena        | Stadion Zwickau      | 17 de febrero | 14:00 |
| 1860 Múnich          | 2 - 1 | Aalen                  | Grünwalder Stadion   | 18 de febrero | 19:00 |

| Aalen                  | 1 - 1 | Sonnenhof Großaspach | Scholz-Arena              | 22 de febrero | 19:00 |
| Osnabrück              | 2 - 0 | Hallescher FC        | Bremer Brücke             | 23 de febrero | 14:00 |
| Energie Cottbus        | 1 - 2 | 1860 Múnich          | Stadion der Freundschaft  | 23 de febrero | 14:00 |
| Hansa Rostock          | 0 - 2 | Meppen               | Ostseestadion             | 23 de febrero | 14:00 |
| Eintracht Braunschweig | 1 - 0 | Unterhaching         | Eintracht-Stadion         | 23 de febrero | 14:00 |
| Carl Zeiss Jena        | 0 - 1 | Fortuna Colonia      | Ernst-Abbe-Sportfeld      | 23 de febrero | 14:00 |
| Sportfreunde Lotte     | 0 - 0 | Karlsruher           | FRIMO Stadion             | 23 de febrero | 14:00 |
| Kaiserslautern         | 1 - 1 | Zwickau              | Fritz-Walter-Stadion      | 24 de febrero | 13:00 |
| Wehen Wiesbaden        | 0 - 2 | Würzburger Kickers   | BRITA-Arena               | 24 de febrero | 14:00 |
| Uerdingen              | 0 - 0 | Preußen Münster      | Schauinsland-Reisen-Arena | 25 de febrero | 19:00 |

| Hallescher FC        | 4 - 0 | Uerdingen              | Erdgas Sportpark     | 1 de marzo | 19:00 |
| Preußen Münster      | 4 - 0 | Aalen                  | Preußenstadion       | 2 de marzo | 14:00 |
| Karlsruher           | 2 - 1 | Osnabrück              | Wildparkstadion      | 2 de marzo | 14:00 |
| Zwickau              | 0 - 2 | Sportfreunde Lotte     | Stadion Zwickau      | 2 de marzo | 14:00 |
| Fortuna Colonia      | 2 - 2 | Kaiserslautern         | Südstadion           | 2 de marzo | 14:00 |
| Meppen               | 1 - 1 | Wehen Wiesbaden        | Hänsch-Arena         | 2 de marzo | 14:00 |
| Sonnenhof Großaspach | 0 - 0 | Energie Cottbus        | Mechatronik Arena    | 2 de marzo | 14:00 |
| 1860 Múnich          | 1 - 2 | Hansa Rostock          | Grünwalder Stadion   | 3 de marzo | 13:00 |
| Carl Zeiss Jena      | 0 - 0 | Eintracht Braunschweig | Ernst-Abbe-Sportfeld | 3 de marzo | 14:00 |
| Würzburger Kickers   | 0 - 1 | Unterhaching           | Flyeralarm-Arena     | 4 de marzo | 19:00 |

| Uerdingen              | 1 - 3 | Karlsruher           | Schauinsland-Reisen-Arena | 8 de marzo  | 19:00 |
| Energie Cottbus        | 3 - 0 | Preußen Münster      | Stadion der Freundschaft  | 9 de marzo  | 14:00 |
| Hansa Rostock          | 0 - 0 | Sonnenhof Großaspach | Ostseestadion             | 9 de marzo  | 14:00 |
| Wehen Wiesbaden        | 0 - 1 | 1860 Múnich          | BRITA-Arena               | 9 de marzo  | 14:00 |
| Unterhaching           | 0 - 1 | Meppen               | Alpenbauer Sportpark      | 9 de marzo  | 14:00 |
| Eintracht Braunschweig | 2 - 2 | Würzburger Kickers   | Eintracht-Stadion         | 9 de marzo  | 14:00 |
| Sportfreunde Lotte     | 1 - 2 | Fortuna Colonia      | FRIMO Stadion             | 9 de marzo  | 14:00 |
| Osnabrück              | 3 - 0 | Zwickau              | Bremer Brücke             | 9 de marzo  | 14:00 |
| Kaiserslautern         | 4 - 1 | Carl Zeiss Jena      | Fritz-Walter-Stadion      | 10 de marzo | 13:00 |
| Aalen                  | 0 - 1 | Hallescher FC        | Scholz-Arena              | 10 de marzo | 14:00 |

| Zwickau              | 2 - 0 | Uerdingen              | Stadion Zwickau      | 12 de marzo | 19:00 |
| Fortuna Colonia      | 0 - 0 | Osnabrück              | Südstadion           | 12 de marzo | 19:00 |
| Meppen               | 1 - 1 | Würzburger Kickers     | Hänsch-Arena         | 12 de marzo | 19:00 |
| 1860 Múnich          | 1 - 0 | Unterhaching           | Grünwalder Stadion   | 12 de marzo | 19:00 |
| Preußen Münster      | 0 - 1 | Hansa Rostock          | Preußenstadion       | 12 de marzo | 19:00 |
| Kaiserslautern       | 0 - 0 | Eintracht Braunschweig | Fritz-Walter-Stadion | 13 de marzo | 19:00 |
| Karlsruher           | 0 - 3 | Aalen                  | Wildparkstadion      | 13 de marzo | 19:00 |
| Carl Zeiss Jena      | 1 - 1 | Sportfreunde Lotte     | Ernst-Abbe-Sportfeld | 13 de marzo | 19:00 |
| Sonnenhof Großaspach | 2 - 3 | Wehen Wiesbaden        | Mechatronik Arena    | 13 de marzo | 19:00 |
| Hallescher FC        | 2 - 3 | Energie Cottbus        | Erdgas Sportpark     | 13 de marzo | 19:00 |

| Uerdingen              | 1 - 1 | Fortuna Colonia      | Schauinsland-Reisen-Arena | 15 de marzo | 19:00 |
| Wehen Wiesbaden        | 2 - 0 | Preußen Münster      | BRITA-Arena               | 16 de marzo | 14:00 |
| Unterhaching           | 0 - 0 | Sonnenhof Großaspach | Alpenbauer Sportpark      | 16 de marzo | 14:00 |
| Würzburger Kickers     | 2 - 1 | 1860 Múnich          | Flyeralarm-Arena          | 16 de marzo | 14:00 |
| Sportfreunde Lotte     | 0 - 2 | Kaiserslautern       | FRIMO Stadion             | 16 de marzo | 14:00 |
| Osnabrück              | 3 - 1 | Carl Zeiss Jena      | Bremer Brücke             | 16 de marzo | 14:00 |
| Aalen                  | 1 - 1 | Zwickau              | Scholz-Arena              | 16 de marzo | 14:00 |
| Energie Cottbus        | 0 - 2 | Karlsruher           | Stadion der Freundschaft  | 17 de marzo | 13:00 |
| Eintracht Braunschweig | 3 - 0 | Meppen               | Eintracht-Stadion         | 17 de marzo | 14:00 |
| Hansa Rostock          | 1 - 1 | Hallescher FC        | Ostseestadion             | 18 de marzo | 19:00 |

| Fortuna Colonia      | 1 - 1 | Aalen                  | Südstadion           | 22 de marzo | 19:00 |
| Carl Zeiss Jena      | 0 - 0 | Uerdingen              | Ernst-Abbe-Sportfeld | 23 de marzo | 14:00 |
| 1860 Múnich          | 1 - 0 | Meppen                 | Grünwalder Stadion   | 23 de marzo | 14:00 |
| Sonnenhof Großaspach | 2 - 1 | Würzburger Kickers     | Mechatronik Arena    | 23 de marzo | 14:00 |
| Preußen Münster      | 3 - 0 | Unterhaching           | Preußenstadion       | 23 de marzo | 14:00 |
| Hallescher FC        | 1 - 4 | Wehen Wiesbaden        | Erdgas Sportpark     | 23 de marzo | 14:00 |
| Kalrsruher           | 1 - 1 | Hansa Rostock          | Wildparkstadion      | 23 de marzo | 14:00 |
| Kaiserslautern       | 1 - 3 | Osnabrück              | Fritz-Walter-Stadion | 24 de marzo | 13:00 |
| Sportfreunde Lotte   | 0 - 1 | Eintracht Braunschweig | FRIMO Stadion        | 24 de marzo | 14:00 |
| Zwickau              | 2 - 1 | Energie Cottbus        | Stadion Zwickau      | 25 de marzo | 19:00 |

| Uerdingen              | 2 - 4 | Kaiserslautern       | Schauinsland-Reisen-Arena | 29 de marzo | 19:00 |
| Unterhaching           | 0 - 0 | Hallescher FC        | Alpenbauer Sportpark      | 30 de marzo | 14:00 |
| Würzburger Kickers     | 3 - 2 | Preußen Münster      | Flyeralarm-Arena          | 30 de marzo | 14:00 |
| Meppen                 | 2 - 1 | Sonnenhof Großaspach | Hänsch-Arena              | 30 de marzo | 14:00 |
| Eintracht Braunschweig | 1 - 1 | 1860 Múnich          | Eintracht-Stadion         | 30 de marzo | 14:00 |
| Energie Cottbus        | 4 - 3 | Fortuna Colonia      | Stadion der Freundschaft  | 30 de marzo | 14:00 |
| Hansa Rostock          | 3 - 1 | Zwickau              | Ostseestadion             | 30 de marzo | 14:00 |
| Aalen                  | 0 - 0 | Carl Zeiss Jena      | Scholz-Arena              | 31 de marzo | 13:00 |
| Wehen Wiesbaden        | 2 - 0 | Karlsruher           | BRITA-Arena               | 31 de marzo | 14:00 |
| Osnabrück              | 1 - 0 | Sportfreunde Lotte   | Bremer Brücke             | 1 de abril  | 19:00 |

| Preußen Münster      | 1 - 1 | Meppen                 | Preußenstadion       | 5 de abril | 19:00 |
| Kaiserslautern       | 0 - 1 | Aalen                  | Fritz-Walter-Stadion | 6 de abril | 14:00 |
| Sportfreunde Lotte   | 1 - 3 | Uerdingen              | FRIMO Stadion        | 6 de abril | 14:00 |
| Hallescher FC        | 1 - 0 | Würzburger Kickers     | Erdgas Sportpark     | 6 de abril | 14:00 |
| Kalrsruher           | 4 - 0 | Unterhaching           | Wildparkstadion      | 6 de abril | 14:00 |
| Zwickau              | 2 - 1 | Wehen Wiesbaden        | Stadion Zwickau      | 6 de abril | 14:00 |
| Carl Zeiss Jena      | 2 - 1 | Energie Cottbus        | Ernst-Abbe-Sportfeld | 6 de abril | 14:00 |
| Fortuna Colonia      | 1 - 1 | Hansa Rostock          | Südstadion           | 7 de abril | 13:00 |
| Osnabrück            | 1 - 0 | Eintracht Braunschweig | Bremer Brücke        | 7 de abril | 14:00 |
| Sonnenhof Großaspach | 1 - 0 | 1860 Múnich            | Mechatronik Arena    | 8 de abril | 19:00 |

| Meppen                 | 0 - 2 | Hallescher FC        | Hänsch-Arena              | 12 de abril | 19:00 |
| 1860 Múnich            | 0 - 1 | Preußen Münster      | Grünwalder Stadion        | 13 de abril | 14:00 |
| Eintracht Braunschweig | 1 - 1 | Sonnenhof Großaspach | Eintracht-Stadion         | 13 de abril | 14:00 |
| Aalen                  | 1 - 2 | Sportfreunde Lotte   | Scholz-Arena              | 13 de abril | 14:00 |
| Energie Cottbus        | 1 - 1 | Kaiserslautern       | Stadion der Freundschaft  | 13 de abril | 14:00 |
| Hansa Rostock          | 1 - 2 | Carl Zeiss Jena      | Ostseestadion             | 13 de abril | 14:00 |
| Wehen Wiesbaden        | 3 - 0 | Fortuna Colonia      | BRITA-Arena               | 13 de abril | 14:00 |
| Unterhaching           | 0 - 1 | Zwickau              | Alpenbauer Sportpark      | 14 de abril | 13:00 |
| Uerdingen              | 1 - 3 | Osnabrück            | Schauinsland-Reisen-Arena | 14 de abril | 14:00 |
| Würzburger Kickers     | 0 - 0 | Karlsruher           | Flyeralarm-Arena          | 15 de abril | 19:00 |

| Osnabrück          | 2 - 0 | Aalen                  | Bremer Brücke             | 20 de abril | 14:00 |
| Preußen Münster    | 1 - 0 | Sonnenhof Großaspach   | Preußenstadion            | 20 de abril | 14:00 |
| Hallescher FC      | 3 - 0 | 1860 Múnich            | Erdgas Sportpark          | 20 de abril | 14:00 |
| Karlsruher         | 3 - 1 | Meppen                 | Wildparkstadion           | 20 de abril | 14:00 |
| Zwickau            | 2 - 0 | Würzburger Kickers     | Stadion Zwickau           | 20 de abril | 14:00 |
| Fortuna Colonia    | 1 - 1 | Unterhaching           | Südstadion                | 20 de abril | 14:00 |
| Carl Zeiss Jena    | 3 - 1 | Wehen Wiesbaden        | Ernst-Abbe-Sportfeld      | 20 de abril | 14:00 |
| Kaiserslautern     | 0 - 2 | Hansa Rostock          | Fritz-Walter-Stadion      | 21 de abril | 13:00 |
| Sportfreunde Lotte | 0 - 3 | Energie Cottbus        | FRIMO Stadion             | 21 de abril | 14:00 |
| Uerdingen          | 0 - 3 | Eintracht Braunschweig | Schauinsland-Reisen-Arena | 22 de abril | 19:00 |

| Sonnenhof Großaspach   | 1 - 1 | Hallescher FC      | Mechatronik Arena        | 26 de abril | 19:00 |
| 1860 Múnich            | 0 - 2 | Karlsruher         | Grünwalder Stadion       | 27 de abril | 13:15 |
| Aalen                  | 2 - 4 | Uerdingen          | Scholz-Arena             | 27 de abril | 14:00 |
| Energie Cottbus        | 1 - 2 | Osnabrück (C)      | Stadion der Freundschaft | 27 de abril | 14:00 |
| Hansa Rostock          | 0 - 0 | Sportfreunde Lotte | Ostseestadion            | 27 de abril | 14:00 |
| Würzburger Kickers     | 2 - 0 | Fortuna Colonia    | Flyeralarm-Arena         | 27 de abril | 14:00 |
| Meppen                 | 2 - 0 | Zwickau            | Hänsch-Arena             | 27 de abril | 14:00 |
| Unterhaching           | 0 - 1 | Carl Zeiss Jena    | Alpenbauer Sportpark     | 28 de abril | 13:00 |
| Eintracht Braunschweig | 3 - 3 | Preußen Münster    | Eintracht-Stadion        | 28 de abril | 14:00 |
| Wehen Wiesbaden        | 2 - 0 | Kaiserslautern     | BRITA-Arena              | 29 de abril | 19:00 |

| Osnabrück          | 1 - 2 | Hansa Rostock          | Bremer Brücke             | 3 de mayo | 19:00 |
| Hallescher FC      | 1 - 2 | Preußen Münster        | Erdgas Sportpark          | 4 de mayo | 14:00 |
| Karlsruher         | 2 - 1 | Sonnenhof Großaspach   | Wildparkstadion           | 4 de mayo | 14:00 |
| Zwickau            | 5 - 2 | 1860 Múnich            | Stadion Zwickau           | 4 de mayo | 14:00 |
| Carl Zeiss Jena    | 3 - 4 | Würzburger Kickers     | Ernst-Abbe-Sportfeld      | 4 de mayo | 14:00 |
| Kaiserslautern     | 4 - 0 | Unterhaching           | Fritz-Walter-Stadion      | 4 de mayo | 14:00 |
| Sportfreunde Lotte | 0 - 1 | Wehen Wiesbaden        | FRIMO Stadion             | 4 de mayo | 14:00 |
| Uerdingen          | 1 - 2 | Energie Cottbus        | Schauinsland-Reisen-Arena | 5 de mayo | 13:00 |
| Aalen              | 1 - 3 | Eintracht Braunschweig | Scholz-Arena              | 5 de mayo | 14:00 |
| Fortuna Colonia    | 1 - 1 | Meppen                 | Südstadion                | 6 de mayo | 19:00 |

| Hallescher FC        | 1 - 0 | Eintracht Braunschweig | Erdgas Sportpark         | 11 de mayo | 13:30 |
| Energie Cottbus      | 2 - 1 | Aalen                  | Stadion der Freundschaft | 11 de mayo | 13:30 |
| Hansa Rostock        | 1 - 1 | Uerdingen              | Ostseestadion            | 11 de mayo | 13:30 |
| Wehen Wiesbaden      | 1 - 0 | Osnabrück              | BRITA-Arena              | 11 de mayo | 13:30 |
| Unterhaching         | 3 - 0 | Sportfreunde Lotte     | Alpenbauer Sportpark     | 11 de mayo | 13:30 |
| Würzburger Kickers   | 2 - 0 | Kaiserslautern         | Flyeralarm-Arena         | 11 de mayo | 13:30 |
| Meppen               | 0 - 1 | Carl Zeiss Jena        | Hänsch-Arena             | 11 de mayo | 13:30 |
| 1860 Múnich          | 3 - 2 | Fortuna Colonia        | Grünwalder Stadion       | 11 de mayo | 13:30 |
| Sonnenhof Großaspach | 5 - 2 | Zwickau                | Mechatronik Arena        | 11 de mayo | 13:30 |
| Preußen Münster      | 1 - 4 | Karlsruher             | Preußenstadion           | 11 de mayo | 13:30 |

| Karlsruher             | 2 - 3 | Hallescher FC        | Wildparkstadion           | 18 de mayo | 13:30 |
| Zwickau                | 2 - 0 | Preußen Münster      | Stadion Zwickau           | 18 de mayo | 13:30 |
| Fortuna Colonia        | 0 - 2 | Sonnenhof Großaspach | Südstadion                | 18 de mayo | 13:30 |
| Carl Zeiss Jena        | 4 - 0 | 1860 Múnich          | Ernst-Abbe-Sportfeld      | 18 de mayo | 13:30 |
| Kaiserslautern         | 4 - 2 | Meppen               | Fritz-Walter-Stadion      | 18 de mayo | 13:30 |
| Sportfreunde Lotte     | 1 - 2 | Würzburger Kickers   | FRIMO Stadion             | 18 de mayo | 13:30 |
| Osnabrück              | 1 - 4 | Unterhaching         | Bremer Brücke             | 18 de mayo | 13:30 |
| Uerdingen              | 2 - 3 | Wehen Wiesbaden      | Schauinsland-Reisen-Arena | 18 de mayo | 13:30 |
| Aalen                  | 1 - 1 | Hansa Rostock        | Scholz-Arena              | 18 de mayo | 13:30 |
| Eintracht Braunschweig | 1 - 1 | Energie Cottbus      | Eintracht-Stadion         | 18 de mayo | 13:30 |

### Campeón
|                                                      |
|                                                      |
| VfL Osnabrück 2.° título Asciende a la 2. Bundesliga |
| También asciende Karlsruher SC como vicecampeón.     |

## Play-off de ascenso
Los horarios corresponden al huso horario de Alemania (Hora central europea): UTC+2 en horario de verano.
| 24 de mayo de 2019, 18:15 | Wehen Wiesbaden | 1:2 (0:1)                     | Ingolstadt 04         | BRITA-Arena, Wiesbaden                                   |                                                          |
|                           | Kyereh 90+6'    | DFB Reporte Soccerway Reporte | Lezcano 1' 47' (pen.) | Asistencia: 7698 espectadores Árbitro(s): Guido Winkmann | Asistencia: 7698 espectadores Árbitro(s): Guido Winkmann |

| 28 de mayo de 2019, 18:15 | Ingolstadt 04                  | 2:3 (1:3)                     | Wehen Wiesbaden                               | Audi Sportpark, Ingolstadt                                   |                                                              |
|                           | Kerschbaumer 13' · Paulsen 68' | DFB Reporte Soccerway Reporte | Kyereh 11' · Dittgen 30' · Paulsen 43' (a.g.) | Asistencia: 12 420 espectadores Árbitro(s): Frank Willenborg | Asistencia: 12 420 espectadores Árbitro(s): Frank Willenborg |

- Wehen Wiesbaden empató en el resultado global con un marcador de 4–4, gracias a la regla del gol de visitante logró el ascenso a la 2. Bundesliga para la siguiente temporada.

## Estadísticas
| Jugador              | Equipo               | Goles | Partidos | Media | Penalti |
| -------------------- | -------------------- | ----- | -------- | ----- | ------- |
| Marvin Pourié        | Karlsruher SC        | 22    | 37       | 0.59  | 0       |
| Manuel Schäffler     | SV Wehen Wiesbaden   | 16    | 32       | 0.50  | 2       |
| Daniel-Kofi Kyereh   | SV Wehen Wiesbaden   | 15    | 34       | 0.44  | 0       |
| Anton Fink           | Karlsruher SC        | 15    | 38       | 0.39  | 6       |
| Nick Proschwitz      | SV Meppen            | 14    | 27       | 0.51  | 2       |
| Stephan Hain         | SpVgg Unterhaching   | 13    | 28       | 0.46  | 0       |
| Stefan Schimmer      | SpVgg Unterhaching   | 13    | 34       | 0.38  | 1       |
| Christian Kühlwetter | 1. FC Kaiserslautern | 12    | 28       | 0.42  | 0       |
| Martin Kobylański    | SC Preußen Münster   | 12    | 37       | 0.32  | 0       |
| Orhan Ademi          | Würzburger Kickers   | 11    | 35       | 0.31  | 2       |

| Jugador            | Equipo             | Asistencias | Partidos |
| ------------------ | ------------------ | ----------- | -------- |
| Sascha Bigalke     | SpVgg Unterhaching | 11          | 33       |
| Niklas Schmidt     | SV Wehen Wiesbaden | 10          | 33       |
| Phillipp Steinhart | TSV 1860 München   | 10          | 36       |
| Bentley Bahn       | SC Fortuna Köln    | 10          | 37       |
| Marvin Wanitzek    | Karlsruher SC      | 9           | 37       |
| Anton Fink         | Karlsruher SC      | 9           | 38       |
| Stefan Aigner      | KFC Uerdingen 05   | 7           | 31       |
| Merveille Biankadi | FC Hansa Rostock   | 7           | 37       |

| Jugador            | Equipo             | Amonestaciones | Partidos |
| ------------------ | ------------------ | -------------- | -------- |
| Thilo Gerd Leugers | SV Meppen          | 17             | 31       |
| Dave Gnaase        | Würzburger Kickers | 15             | 34       |
| Davy Frick         | FSV Zwickau        | 14             | 36       |
| Tanju Öztürk       | FC Hansa Rostock   | 14             | 33       |
| Matthias Rahn      | Sportfreunde Lotte | 13             | 32       |
| Mark Lorenz        | Karlsruher SC      | 13             | 32       |

| Jugador              | Equipo             | Expulsiones | Partidos |
| -------------------- | ------------------ | ----------- | -------- |
| Herbert Paul         | TSV 1860 Múnich    | 3           | 32       |
| José-Junior Matuwila | Energie Cottbus    | 2           | 36       |
| Matthias Rahn        | Sportfreunde Lotte | 2           | 32       |
| Alexander Winkler    | SpVgg Unterhaching | 2           | 32       |